# خرط
خِرْط أو دجاج البراري (الاسم العلمي Tympanuchus)، جنس طيور من فصيلة التدرجية. أنواعه ثلاثة. موطنه براري أمريكا الشمالية.